# Андроновка (Казахстан)
Андро́новка (каз. Андроновка) — село у складі Бородуліхинського району Абайської області Казахстану. Входить до складу Переменовського сільського округу.
Населення — 443 особи (2021; 478 у 2009, 606 у 1999, 964 у 1989).
Національний склад станом на 1989 рік:
- німці — 39 %
- росіяни — 32 %